# Willy Mest
Willy Mest (* 19. Jahrhundert; † 20. Jahrhundert) war ein deutscher Radrennfahrer.

## Sportliche Laufbahn
Mest (auch Willi Mest) war im Bahnradsport aktiv. Bei den Bahnradsport-Weltmeisterschaften 1905 in Antwerpen gewann er beim Sieg von Leon Meredith die Silbermedaille im Steherrennen der Amateure. 
Von 1906 bis 1909 startete er als Berufsfahrer. Über seine weiteren Lebensdaten und Erfolge ist nichts bekannt.